# Äquatorialguineische Fußballnationalmannschaft der Frauen/Weltmeisterschaften
Der Artikel beinhaltet eine ausführliche Darstellung der äquatorialguineischen Fußballnationalmannschaft der Frauen bei Weltmeisterschaften. Äquatorialguinea nahm erstmals an der Qualifikation zur WM 2003 teil, konnte sich bisher aber erst einmal für eine WM-Endrunde qualifizieren und ist die dritte afrikanische Mannschaft die an einer WM-Endrunde teilnahm. In der ewigen Tabelle belegt die Mannschaft den fünftletzten Platz. Äquatorialguinea ist das zweitkleinste Land (ca. 28.000 km²), das je an einer Frauen-Weltmeisterschaft teilgenommen hat und hat auch die niedrigste Einwohnerzahl (1.300.000, Stand: 2017) aller bisherigen Teilnehmer. Äquatorialguinea ist das zweite Land nach der Republik China, aus dem sich nur die Frauen für eine WM-Endrunde qualifizieren konnten. Für 2015 gelang dies zudem den Thailänderinnen.

## Die Nationalmannschaft bei Weltmeisterschaften

### Übersicht
| Jahr | Gastgeberland             | Teilnahme bis …    | Gegner                          | Ergebnis | Trainer          | Bemerkungen und Besonderheiten |
| ---- | ------------------------- | ------------------ | ------------------------------- | -------- | ---------------- | --- |
| 1991 | Volksrepublik China       | nicht teilgenommen |                                 |          |                  | |
| 1995 | Schweden                  | nicht teilgenommen |                                 |          |                  | |
| 1999 | USA                       | nicht teilgenommen |                                 |          |                  | |
| 2003 | USA                       | nicht qualifiziert |                                 |          |                  | In der Qualifikation zur Afrikameisterschaft 2002 an Angola gescheitert, das bei der Meisterschaft scheiterte.                                      |
| 2007 | Volksrepublik China       | nicht qualifiziert |                                 |          |                  | Bei der Afrikameisterschaft 2006 an Nigeria und Südafrika gescheitert, das sich aber auch nicht qualifizieren konnte                                |
| 2011 | Deutschland               | Vorrunde           | Norwegen, Australien, Brasilien | 15.      | Marcelo Frigerio | Als Gruppenletzter ausgeschieden. |
| 2015 | Kanada                    | nicht qualifiziert |                                 |          |                  | In der Qualifikation für die Afrikameisterschaft aufgrund der Auswärtstorregel an der Elfenbeinküste gescheitert.                                   |
| 2019 | Frankreich                | nicht zugelassen   |                                 |          |                  | Aufgrund des Einsatzes von nicht spielberechtigten Spielerinnen in der Qualifikation für die Olympischen Spiele 2016 von der FIFA nicht zugelassen. |
| 2023 | Australien und Neuseeland | nicht qualifiziert |                                 |          |                  | In der Qualifikation für den Afrika-Cup 2022 an Tunesien gescheitert.                                                                               |

### Statistik
(Angaben inkl. 2023: Neun Weltmeisterschaften)
- nicht teilgenommen: dreimal (33,3 %; 1991, 1995 und 1999)
- nicht qualifiziert: viermal (44,4 % bzw. 80 % der Versuche)
- nicht zugelassen: einmal (11,1 %)
- qualifiziert: einmal (11,1 %; 2011)
  - Vorrunde: einmal (11,1 %; 2011)

## Die Turniere

### WM 1991 bis 1999
Die Äquatorialguineische Fußballnationalmannschaft der Frauen bestritt erstmals 2002 ein Länderspiel und nahm daher an den ersten drei Weltmeisterschaften bzw. den dazu als Qualifikationen dienenden Afrikameisterschaften nicht teil. Aus Afrika qualifizierte sich in dieser Zeit immer Nigeria und 1999 auch Ghana für die WM.

### WM 2003 in den USA
Eigentlich sollte die WM 2003 wieder in der Volksrepublik China stattfinden. Wegen der SARS-Epidemie wurde das Turnier kurzfristig in die USA verlegt. Damit fand die Weltmeisterschaft zum zweiten Mal in den USA statt. Für die Fußball-Afrikameisterschaft der Frauen 2002, die wieder als WM-Qualifikation diente, wollte sich diesmal auch Äquatorialguinea qualifizieren. Am 10. August 2002 bestritt Äquatorialguinea in Daressalam gegen Angola das erste Länderspiel und verlor mit 0:3. 14 Tage später verloren sie im heimischen Malabo mit 1:3. Damit war das Ausscheiden in der 1. Runde perfekt. Angola gelangte in der zweiten Runde per Elfmeterschießen zur Endrunde der Afrikameisterschaft, schied da aber in der Vorrunde aus. Für Afrika qualifizierten sich wieder Nigeria und Ghana.

### WM 2007 in der Volksrepublik China
Vier Jahre später fand dann die WM doch zum zweiten Mal in der Volksrepublik China statt. Für die Fußball-Afrikameisterschaft der Frauen 2006, die wieder als Qualifikation diente, konnte sich Äquatorialguinea dann erstmals qualifizieren. In der 1. Runde der Qualifikation wurde zwar das erste Spiel in Angola mit 2:3 verloren, das Rückspiel aber mit 3:1 gewinnen. In der zweiten Runde sollte Äquatorialguinea gegen Nigeria antreten. Da Gabun als Ausrichter der Afrikameisterschaft zurücktrat, wurde Nigeria Ausrichter und musste sich daher nicht qualifizieren. Die Qualifikationsspiele zwischen Äquatorialguinea und Nigeria fanden deshalb nicht statt und Äquatorialguinea war damit für die Afrikameisterschaft qualifiziert. Bei der Afrikameisterschaft trafen dann beide im ersten Spiel aufeinander und Äquatorialguinea verlor mit 2:4. Im zweiten Spiel gegen Südafrika gab es ein 0:2. Da auch Algerien – der dritte Gruppengegner – gegen Nigeria und Südafrika verloren hatte, war das letzte Gruppenspiel zwischen Äquatorialguinea und Algerien für die Meisterschaft bedeutungslos, dennoch wurde es ein torreiches Spiel, das 3:3 endete. Aus Afrika qualifizierten sich letztlich wieder Nigeria und Ghana.

### WM 2011 in Deutschland

Startaufstellungen im ersten WM-Spiel von Äquatorialguinea

Nachdem Äquatorialguinea zwei Jahre später den Heimvorteil genutzt hatten und bei der Afrikameisterschaft 2008 Rekordmeister Nigeria entthronen konnte, wollte sich die Mannschaft auch für die WM in Deutschland qualifizieren. Dazu mussten sie sich zunächst für die Afrikameisterschaft 2010 qualifizieren. Gegner in der Qualifikation war Namibia, das nach einer 1:5-Heimniederlage auf das Rückspiel verzichtete. In der Vorrunde der Meisterschaft mussten sie sich im ersten Spiel mit einem 2:2 gegen Kamerun begnügen, durch einen 1:0-Sieg gegen Algerien und ein 3:1 gegen Ghana wurden sie aber noch Gruppensieger. Mit einem 3:1 im Halbfinale gegen Südafrika qualifizierten sie sich erstmals für die WM-Endrunde. Da konnte die 2:4-Niederlage im Finale gegen Nigeria, das damit die Verhältnisse im afrikanischen Frauenfußball wieder zurechtrückte, verkraftet werden.
In Deutschland wurde Äquatorialguinea in eine Gruppe mit Ex-Weltmeister Norwegen, Vizeweltmeister Brasilien und Australien gelost. Im ersten Spiel hielt der WM-Neuling gegen die Norwegerinnen lange Zeit das 0:0, musste in der 84. Minute aber das 0:1 hinnehmen. Gegen Australien gerieten sie zwar bereits in der 8. Minute in Rückstand, in der 21. Minute gelang Genoveva Añonma aber das erste WM-Tor für den WM-Neuling. In der zweiten Halbzeit erzielten die Australierinnen aber noch zwei Tore, ehe Añonma sieben Minuten vor dem Ende noch das 2:3 gelang. Damit hatte Äquatorialguinea bereits vor dem Spiel gegen Brasilien keine Chance mehr das Viertelfinale zu erreichen. Gegen Brasilien wurde das letzte Gruppenspiel dann mit 0:3 verloren, wobei bis zur 49. Minute das 0:0 gehalten wurde. Als Gruppenletzter verabschiedete sich Äquatorialguinea damit für mindestens acht Jahre von der WM-Bühne.

### WM 2015 in Kanada
Vier Jahre später missgelang die erneute WM-Qualifikation.
Dabei konnte Äquatorialguinea auch nicht davon profitierten, dass für die dritte WM in Nordamerika die Zahl der Startplätze auf 24 erhöht und den Afrikanerinnen nun drei Plätze zugestanden worden waren.
Bereits in der Qualifikation für die Afrikameisterschaft 2014 in Namibia schied Äquatorialguinea aus. In der zweiten Runden, für die Äquatorialguinea als Sieger der Afrikameisterschaft 2012 qualifiziert war, scheiterte die Mannschaft an der Elfenbeinküste aufgrund der Auswärtstorregel. Nach einem 1:1 im Auswärtsspiel war das 2:2 im Heimspiel nicht ausreichend. Die Elfenbeinküste profitierte dann von der Erhöhung der Startplätze und qualifizierte sich als Dritter zum ersten Mal für die WM. Zudem qualifizierte sich Nigeria zum siebten Mal als Afrikameister und Vizemeister Kamerun ebenfalls zum ersten Mal.

### WM 2019 in Frankreich
Am 5. Oktober 2017 wurde die Mannschaft Äquatorial-Guineas für den Fall einer erfolgreichen Qualifikation von der WM ausgeschlossen, da sie in der Qualifikation für die Olympischen Spiele 2016 mehrere nicht spielberechtigte Spielerinnen eingesetzt hatte. Sie konnte daher zwar an der Qualifikation für die Afrikameisterschaft 2018 teilnehmen, setzte dort aber ebenfalls eine nicht spielberechtigte Spielerin ein, so dass sie trotz erfolgreicher Qualifikation disqualifiziert wurde und der Startplatz zunächst den Kenianerinnen zugesprochen wurde. Am 7. November 2018 wurde die Disqualifikation nach Protest aufgehoben und Äquatorialguinea für das Turnier zugelassen. Beim Turnier verlor die Mannschaft die drei Gruppenspiele gegen Sambia (0:5), Südafrika (1:7) und Nigeria (0:6) und kassierte damit die höchsten Niederlagen ihrer Länderspielgeschichte. Aufgrund der Nichtzulassung zur WM-Endrunde fiel die Mannschaft in der ewigen Tabelle um drei Plätze.

### WM 2023 in Australien und Neuseeland
Für die erste WM der Frauen in der südlichen Hemisphäre durfte sich auch Äquatorialguinea wieder qualifizieren. In der Qualifikation für den Afrika-Cup 2022 sollte die Mannschaft in der ersten Runde gegen die Demokratische Republik Kongo antreten. Die Mannschaft trat aber zum ersten Spiel gegen Äquatorialguinea nicht an und wurde daher ausgeschlossen. Äquatorialguinea kam damit kampflos in die zweite Runde und traf dort auf Tunesien. Nach einer 0:5-Auswärtsniederlage reichte der 3:2-Heimsieg nicht um den Afrika-Cup zu erreichen, womit sich Äquatorialguinea nicht für die WM qualifizieren konnte.

## Spiele

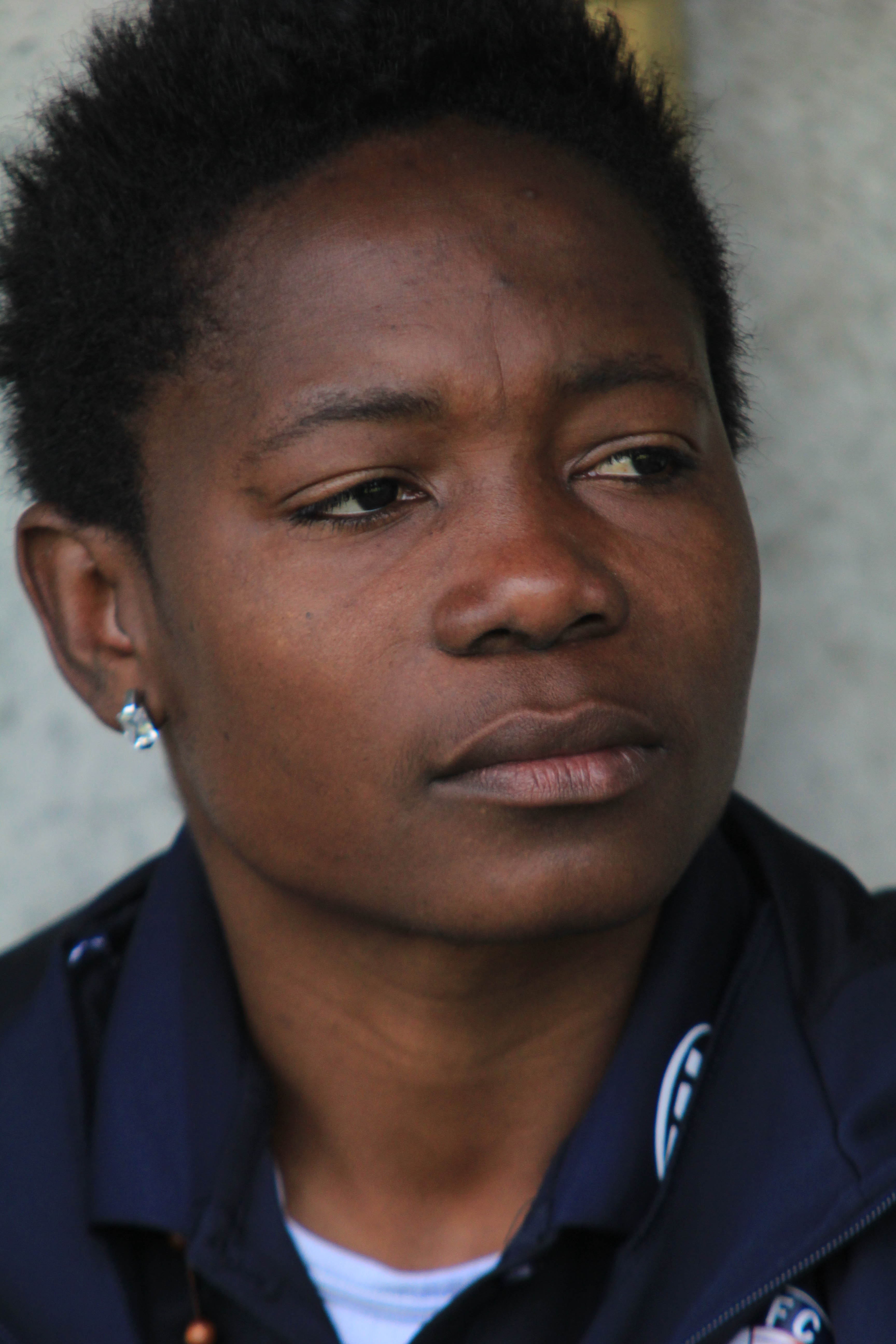
Genoveva Añonma, beste WM-Torschützin Äquatorialguineas

Äquatorialguinea bestritt bisher drei WM-Spiele, alle wurden verloren und sind die ersten sowie höchsten gegen diese Gegner. Dabei spielte Äquatorialguinea weder gegen den Gastgeber, Titelverteidiger noch späteren Weltmeister. 12 Spielerinnen kamen in allen drei Spielen zum Einsatz. Beste Torschützin ist Genoveva Añonma, die die beiden einzigen Tore für Äquatorialguinea erzielte.
| Alle WM-Spiele |            |          |            |                         |          |                               |
| Nr.            | Datum      | Ergebnis | Gegner     | Austragungsort          | Anlass   | Bemerkungen                   |
| 1              | 29.06.2011 | 0:1      | Norwegen   | Augsburg (DEU)          | Vorrunde | Erstes Spiel gegen Norwegen   |
| 2              | 03.07.2011 | 2:3      | Australien | Bochum (DEU)            | Vorrunde | Erstes Spiel gegen Australien |
| 3              | 06.07.2011 | 0:3      | Brasilien  | Frankfurt am Main (DEU) | Vorrunde | Erstes Spiel gegen Brasilien  |

Anmerkung: Die fett gedruckten Mannschaften waren zum Zeitpunkt des Spiels Meister ihrer Konföderation. 

### Negativrekorde
- Äquatorialguinea gehört zu den 12 Mannschaften, die noch kein WM-Spiel gewonnen haben und zu den sechs Mannschaften, denen noch kein Punktgewinn gelang.